# Arthur Nicolson
Pour les articles homonymes, voir Nicolson.
Arthur Nicolson (1849 – 1928), 1er baron Carnock, aussi connu comme Arthur Nicolson, 11e baronnet, de 1899 à 1916, est un diplomate et un politicien britannique du dernier quart du XIXe siècle jusqu'au milieu de la Première Guerre mondiale. Il est formé à Rugby School et Oxford
Harold Nicolson, l'écrivain et mari de Vita Sackville-West est un des fils de Lord Carnock.  

## Résumé de carrière
- Foreign Office, 1870-74;
- Auteur de History of the German Constitution, 1873.
- Secrétaire de Earl Granville, 1872-74;
- Ambassade à Berlin, 1874-76;
- à Pékin, 1876-78;
- Chargé, Athènes, 1884-85;
- Téhéran, 1885-88;
- Consul-Général, Budapest, 1888-93;
- Ambassade, Constantinople, 1894;
- Ministre à Tanger, 1895-1904;
- Ambassadeur, Madrid, 1904-5;
- Ambassadeur, Saint-Pétersbourg, 1906-10;
- Permanent Under Secretary for Foreign Affairs, 1910-16.

## Télévision
- Lord Carnock apparaît dans le dixième épisode de la série Britannique La Chute des Aigles sous les traits de l'acteur Brian Hawksley.